# Triazolam
Il triazolam è una benzodiazepina facente parte della classe delle triazolobenzodiazepine. In Italia viene venduto con il nome commerciale di Halcion (dal nome alternativo del martin pescatore, simbolo di pace e tranquillità per via del mito di Alcione) e di Songar (cps e gocce orali). Ad oggi sono anche disponibili in farmacia, sotto prescrizione medica, farmaci equivalenti come: Triazolam Sandoz, Triazolam Mylan Generics, Triazolam Almus, Triazolam Zentiva, Triazolam Pensa, Triazolam Ratiopharm, Triazolam DOC Generici, Triazolam EG. Essa è stata sintetizzata nel 1972. Si presenta sotto forma di una polvere bianca di aspetto cristallino solubile solo in cloroformio.
È una molecola di ricerca Upjohn poi acquisita da Pfizer.

## Indicazioni
Il triazolam è usato per il trattamento di breve periodo dell'insonnia e dei disordini del sonno legati ai ritmi circadiani, incluso il jet lag.  Possiede proprietà ansiolitiche, sedative ed ipnoinducenti con possibili caratteristiche muscolo-rilassanti ed anticonvulsivanti. È usato come adiuvante nelle procedure mediche di anestesia. È considerata una "benzodiazepina ideale" per la sua rapida insorgenza d'azione e la sua breve emivita. Induce il sonno per non più di un'ora e mezza, senza dare sonnolenza al risveglio.

## Meccanismo d'azione
Le benzodiazepine agiscono stimolando il sistema GABAergico, cioè il sistema dell'acido γ-amminobutirrico (o GABA). Il GABA è un γ-amminoacido ed è il principale neurotrasmettitore inibitorio del cervello, agisce legandosi ai suoi specifici recettori: il GABA-A, il GABA-B e il GABA-C. L'interazione con il recettore GABA-A viene favorita dal passaggio di ioni cloro, che porta alla iperpolarizzazione della membrana cellulare e di conseguenza si riduce l'eccitabilità cellulare. Le benzodiazepine, essendo molecole agoniste, si legano al sito allosterico (sito del recettore diverso da quello di legame) del recettore GABA-A, aumentando il tempo di apertura del canale per il passaggio di ioni cloro, così da aumentare il segnale inibitorio dell'acido γ-amminobutirrico. Si avrà una depressione a livello centrale dell'eccitabilità dei neuroni. Tale recettore è costituito da una struttura pentamerica, comprende cinque subunità, ne esistono diverse isoforme e questo rende possibile l'interazione con farmaci aventi strutture diverse.

## Avvertenze
Il triazolam è un farmaco che deve essere utilizzato con moderazione nei pazienti affetti da insufficienza epatica da lieve a moderata. In alcuni pazienti con funzionalità respiratoria compromessa sono stati riportati raramente apnea e depressione respiratoria. Triazolam, come tutte le benzodiazepine, produce un effetto additivo se somministrato contemporaneamente ad alcool o altre sostanze che deprimono il sistema nervoso centrale. Le benzodiazepine devono essere usate con estrema cautela in pazienti con una storia di abuso di droga o alcool.

## Tolleranza
Dopo un uso prolungato di triazolam può verificarsi perdita dell’efficacia del suo effetto ipnotico. Pertanto, è raccomandato un uso per periodi non prolungati e alla dose più bassa possibile.

## Dipendenza
L’uso di triazolam può portare a dipendenza psichica e fisica; la probabilità di sviluppare dipendenza aumenta all’aumentare del tempo e della dose di somministrazione del farmaco. Il rischio di dipendenza è più elevato nei pazienti che hanno abusato di droga o di alcool; pertanto, è consigliato un uso occasionale, per il trattamento dell’insonnia a breve termine (7-10 giorni, e massimo 4 settimane).

## Reazioni da sospensione
Se la dipendenza si instaura nel paziente in terapia con triazolam, l’interruzione improvvisa del trattamento può portare a sintomi da sospensione, quali: cefalea, ansia estrema, dolori muscolari, confusione, irritabilità e tensione. Nei casi più gravi si possono verificare formicolio a livello delle estremità, crampi addominali e vomito, sudorazione, tremori, allucinazioni, crisi epilettiche, depersonalizzazione, ipersensibilità al rumore, al contatto fisico e alla luce.

### Insonnia da rimbalzo
L’insonnia da rimbalzo è transitoria, ma più grave rispetto all’insonnia iniziale per la quale il paziente ha iniziato il trattamento, e può manifestarsi a seguito dell’interruzione del trattamento con triazolam. In alcuni casi, è accompagnata da alterazione dell’umore, disturbi del sonno, irrequietezza, ansia. Poiché il rischio di manifestare insonnia da rimbalzo è più elevato a seguito di sospensione improvvisa del trattamento, è opportuno effettuare una riduzione graduale del dosaggio. Si manifesta in maniera imprevedibile e improvvisa, e pertanto si raccomanda l’uso di triazolam con cautela, e in dose limitata nei pazienti che manifestano segni e sintomi di depressione o di tendenza al suicidio.

### Durata del trattamento
La durata del trattamento deve essere il più breve possibile. Si raccomanda di informare il paziente che il trattamento con Triazolam è di breve durata, e la dose deve essere gradualmente diminuita rispetto a quella iniziale, in modo da non interrompere in maniera brusca il trattamento; inoltre il paziente deve essere informato sulla possibilità di sviluppare insonnia da rimbalzo al termine del trattamento.

### Amnesia
Le benzodiazepine (triazolam) possono indurre amnesia anterograda, soprattutto dopo parecchie ore dall’ingestione del farmaco. Pertanto per ridurre tale rischio è opportuno che il paziente si accerti di avere un sonno ininterrotto di 7-8 ore. Nei pazienti anziani e/o debilitati si deve procedere con cautela ed è consigliata l’assunzione di una dose iniziale di 0,125 mg di triazolam, in modo tale da prevenire capogiri, eccessiva sedazione o compromissione della coordinazione. Negli adulti si raccomanda un dosaggio di 0,25 mg. Non è raccomandato l’uso di triazolam nei bambini e negli adolescenti con età inferiore a 18 anni poiché non vi sono sufficienti studi sull’efficacia e sicurezza del farmaco.

### Reazioni psichiatriche e paradosse
L’uso di triazolam può portare a irrequietezza, irritabilità, aggressività, allucinazioni, psicosi, delusione, collera, disturbi del comportamento. Quando ciò si verifica è necessario sospendere immediatamente il trattamento farmacologico. Questi eventi sono in genere più frequenti in anziani e bambini.
Triazolam può dare disturbi comportamentali del sonno, come ad esempio “sonnolenza durante la guida” (sono stati messi in evidenza casi di pazienti che dopo l’assunzione di benzodiazepine, incluso triazolam, non erano vigili). L’assunzione di alcol e di altre sostanze che deprimono il SNC sembra incrementare la possibilità di sviluppare tali disturbi comportamentali, e per tale ragione è opportuno prendere in considerazione l’idea di interrompere immediatamente il trattamento non appena tali eventi si manifestano.

## Reazioni anafilattoidi e reazioni anafilattiche gravi
Sono stati segnalati rari casi di anafilassi in pazienti in trattamento con triazolam. Sono stati riportati casi di angioedema, compreso quello della glottide, della lingua e della laringe in pazienti che avevano assunto la prima dose o dosi successive del farmaco.
I pazienti che manifestano problemi ereditari di intolleranza al galattosio, che manifestano deficit di Lapp lattasi o che hanno sindrome da malassorbimento di glucosio/galattosio, non devono assumere il farmaco.

## Metabolismo ed escrezione
Il triazolam è attivo per via orale. Nell'adulto, dopo una singola somministrazione di 0,25 mg, il picco di concentrazione ematica (2,02 ± 0,15 ng/mL) viene raggiunto dopo un tempo di 0,96 ± 0,1 ore. L'emivita di eliminazione è di 1,5 - 5,5 ore.
Negli anziani, il picco di concentrazione ematica aumenta del 50%, mentre il tempo per raggiungere tale concentrazione e l'emivita di eliminazione (tempo necessario per diminuire la quantità di un farmaco nell'organismo del 50% durante l'eliminazione) restano invariati.
Il triazolam ha una breve durata di circa 4 ore ed è metabolizzato nell'uomo in sei metaboliti, uno di essi, l'α-idrossitriazolam, ha dimostrato di mantenere il 50-100% della potenza del composto di partenza. Nonostante solo bassi livelli del composto di partenza vengano trovati nelle urine, l'α-idrossitriazolam e il 4-idrossitriazolam glucuronidati sono i principali metaboliti nelle urine, e questi sono responsabili di circa l'80% dell'escrezione del triazolam. Non ci sono prove dell'accumulo dei metaboliti del triazolam, e gli effetti clinici del metabolita attivo α-idrossitriazolam non sono chiari poiché esso è stato rilevato nel sangue principalmente nella sua forma glucuronidata.
Complessivamente, la relativamente breve emivita del triazolam con l'escrezione urinaria dei metaboliti glucuronidati conferiscono al triazolam una durata d'azione relativamente breve rispetto ad altre benzodiazepine.
Il triazolam si lega alle proteine plasmatiche con una frazione libera compresa fra il 9,9 e il 25,7%.

## Controindicazioni
Triazolam è controindicato in pazienti che presentano:
- Nota ipersensibilità al principio attivo o alle benzodiazepine;[2]
- Miastenia grave;[2]
- Insufficienza respiratoria grave;[2]
- Sindrome da apnea notturna;[2]
- Insufficienza epatica grave[2]

### Gravidanza e allattamento
I dati relativi alla teratogenesi (alterazione morfologica/funzionale dello sviluppo embrionale, fetale o post-natale causato da uno xenobiotico) e agli effetti sullo sviluppo e comportamento post-natale dopo trattamento con benzodiazepine, sono inconsistenti.
Da alcuni primi studi con benzodiazepine è risultato che una esposizione in utero può essere associata a malformazioni. Studi successivi non hanno fornito prove evidenti di malformazioni.
I bambini esposti alle benzodiazepine durante l’ultimo trimestre di gravidanza o durante il travaglio, hanno presentato sia la sindrome del bambino flaccido che i sintomi da astinenza neonatale. Se triazolam viene usato durante la gravidanza, o la paziente rimane incinta mentre assume triazolam, occorre rivolgersi al medico per essere informati sul potenziale pericolo per l'embrione.
Triazolam non deve essere usato dalle madri che allattano al seno.

### Effetti sulla capacità di guidare veicoli e sull'uso di macchinari
Il triazolam può influenzare notevolmente la capacità di guidare o utilizzare macchinari. I pazienti devono essere avvisati di non guidare o utilizzare macchinari durante il trattamento fino a che sia stata esclusa la presenza di sonnolenza diurna o capogiri. Se la durata del sonno è stata insufficiente, la probabilità che la vigilanza sia alterata può essere aumentata.

## Interazione con altri farmaci
Interazioni farmacocinetiche possono verificarsi quando triazolam viene somministrato in concomitanza ad altri medicinali che interferiscono con il suo metabolismo. È necessario seguire le seguenti raccomandazioni:
- Evitare la somministrazione concomitante di triazolam con Ketoconazolo, Itraconazolo e Nefazodone;[2]
- Evitare la somministrazione concomitante di Ritonavir (farmaco anti HIV) poiché bassi dosaggi somministrati per brevi periodi causano un indebolimento consistente della clearance del triazolam, un prolungamento dell’emivita di eliminazione e un potenziamento degli effetti clinici;[2]
- La somministrazione concomitante di triazolam con altri antimicotici azolici non è raccomandata;[2]
- Si raccomanda di porre attenzione e di considerare una riduzione della dose quando triazolam viene somministrato contemporaneamente a Cimetidina o antibiotici macrolidi, quali Eritromicina, Claritromicina e Troleandomicina;[2]
- Si raccomanda cautela quando triazolam viene somministrato contemporaneamente a Isoniazide, Fluvoxamina, Sertralina, Paroxetina, Diltiazem e Verapamil;[2]
- Contraccettivi orali e Imatinib possono potenziare gli effetti clinici di triazolam, si raccomanda cautela nella co-somministrazione;[2]
- Rifampicina e Carbamazepina causano una diminuzione significativa dell’azione del triazolam.[2]
- Efavirenz inibisce il metabolismo ossidativo del triazolam e può causare effetti fatali (es. sedazione prolungata e una depressione respiratoria). Per precauzione, il trattamento concomitante è pertanto controindicato.[2]
- Con Aprepitant si nota un potenziamento degli effetti clinici in caso di uso concomitante con triazolam, tale interazione può richiedere una riduzione della dose di triazolam.[2]
- Il potenziamento degli effetti depressivi centrali possono verificarsi nel caso di uso concomitante con antipsicotici (neurolettici), ipnotici, ansiolitici/sedativi, agenti antidepressivi, analgesici narcotici, prodotti anti-epilettici, anestetici e antistaminici sedativi. Nel caso di analgesici narcotici può verificarsi potenziamento dell’euforia che porta ad un aumento della dipendenza psichica[10]

## Sovradosaggio
I sintomi da sovradosaggio con triazolam sono soprattutto amplificazioni della sua azione farmacologica e includono:
- Sonnolenza[2]
- Disturbi del linguaggio[2]
- Disturbi della coordinazione motoria[2]
- Coma[2]
- Depressione respiratoria[2]

Le conseguenze gravi sono rare, a meno che non siano stati ingeriti in concomitanza altri farmaci e/o etanolo.
Il trattamento del sovradosaggio consiste principalmente nel supportare le funzioni respiratoria e cardiovascolare; a tale scopo può essere usato Flumazenil.
A seguito di una dose eccessiva di benzodiazepine per uso orale, deve essere indotto il vomito (entro un’ora) se il paziente è cosciente; deve invece essere intrapreso il lavaggio gastrico con protezione delle vie respiratorie se il paziente è privo di conoscenza. Se non si osserva un miglioramento con lo svuotamento dello stomaco, deve essere somministrato carbone attivo per ridurre l'assorbimento del farmaco.
Il sovradosaggio di benzodiazepine si manifesta solitamente con vario grado di depressione del sistema nervoso centrale che varia dall’obnubilamento al coma. Nei casi lievi, i sintomi includono obnubilamento, confusione mentale e letargia. Nei casi più gravi, i sintomi possono includere atassia, ipotonia, ipotensione, depressione respiratoria, raramente coma e molto raramente morte.

## Effetti collaterali
Tra gli effetti indesiderati riportati per Triazolam vi sono:
Molto comuni:
- Sonnolenza[11]
- Capogiri[11]
- Perdita della capacità di coordinare i movimenti[11]
- Mal di testa[11]

Non comuni:
- Confusione[10]
- Perdita di memoria[10]
- Disturbi della vista[10]
- Insonnia[10]

Rari:
- Eruzione cutanea[11]
- Grave debolezza muscolare[10]

Non noti (la frequenza di tali effetti non può essere definita sulla base dei dati sperimentali che sono disponibili):
- Reazioni allergiche[10]
- Sonnambulismo[10]
- Difficoltà di parlare[10]
- Perdita di attenzione[10]
- Alterazioni del gusto e del desiderio sessuale[10]
- Cadere a terra e svenimento[10]

Gravi: è opportuno recarsi immediatamente dal medico qualora si verifichino alcuni tra i seguenti sintomi:
- Depressione o smascheramento di una depressione già esistente[10]
- Sintomi di astinenza o sintomi di insonnia da rimbalzo[10]
- Sonnolenza durante la guida[10]
- Difficoltà a ricordare dopo che il farmaco è stato assunto[10]
- Riduzione del respiro[10]

Una meta-analisi del 2009 ha messo in evidenza un aumento dell'insorgenza di infezioni, come sinusiti e faringiti, in persone che assumevano triazolam o altri ipnotici rispetto a coloro che assumevano un farmaco placebo.